# Пальма, Атос
Атос Пальма (исп. Athos Palma; 7 июня 1891, Буэнос-Айрес — 10 января 1951, Мирамар) — аргентинский композитор и музыковед
.

## Биография
Окончил философский факультет Буэнос-Айресского университета, затем изучал медицину и одновременно музыку (у Кайетано Трояни и Карлоса Педреля). Автор оперы «Насда» (исп. Nazdah; 1924), поставленной в театре «Колон» дирижёром Эрнестом Ансерме, симфонических поэм «Дети солнца» (исп. Los hijos del sol; 1929) и «Сады» (исп. Jardines; 1930), Сюиты для струнных, сонат для скрипки и виолончели с фортепиано и других сочинений. Написал книги «Трактат о ритме», «Рациональная теория музыки» (исп. Teoría razonada de la música) и др. Преподавал в Муниципальной консерватории Буэнос-Айреса, занимал должность генерального инспектора по музыке Национального совета по образованию, возглавлял (1933) театр «Колон». Учитель Карлоса Гуаставино.